# Tweede Kamerverkiezingen 2021/Kandidatenlijst/Modern Nederland
Dit is de kandidatenlijst voor de Tweede Kamerverkiezingen van 2021 van Modern Nederland zoals die op 5 februari 2021 is vastgesteld door de Kiesraad.

## De lijst
1. Niels Heeze, Rotterdam - 103 voorkeurstemmen
2. Chris Truong, Assen - 22
3. Luisa Arcila Arrieta, Rotterdam - 16
4. Charlton Labad, Vlaardingen - 20
5. Wendy Jagai, Rotterdam - 8
6. Jerrel van Duyne, Capelle aan den IJssel -15
7. Brian Golinelli, Rotterdam - 8
8. Dheeraj Gayadien, Rotterdam - 13
9. Rik Sinnige, Nijmegen - 2
10. Senso Rieskin, Nieuwerkerk aan den IJssel - 38

VVD · PVV · CDA · D66 · GroenLinks · SP · PvdA · ChristenUnie · Partij voor de Dieren · 50PLUS · SGP · DENK · FVD · BIJ1 · JA21 · Code Oranje · Volt · NIDA · Piratenpartij · LP · JONG · Splinter · BBB · NLBeter · LHK · OPRECHT · JEZUS LEEFT · TROTS · UCF · Lijst 30 · PvdE · DFP · VSN · WZNL · Modern Nederland · De Groenen · PvdR